# سباستيان باركلي
سباستيان باركلي (بالإسبانية: Sebastián Barclay) (2 يناير 1978 في الأرجنتين - ) هو لاعب كرة قدم أرجنتيني في مركز الهجوم. لعب مع تيغري وجيمناسيا لابلاتا وديبورتيفو ميراندا وToronto Lynx ‏ وDeportivo Marquense ‏ وDeportes Temuco ‏ وClub Villa Mitre ‏ وClub Atlético Villa San Carlos ‏ وديبورتيفو لافيريري ‏.